# 티노섬

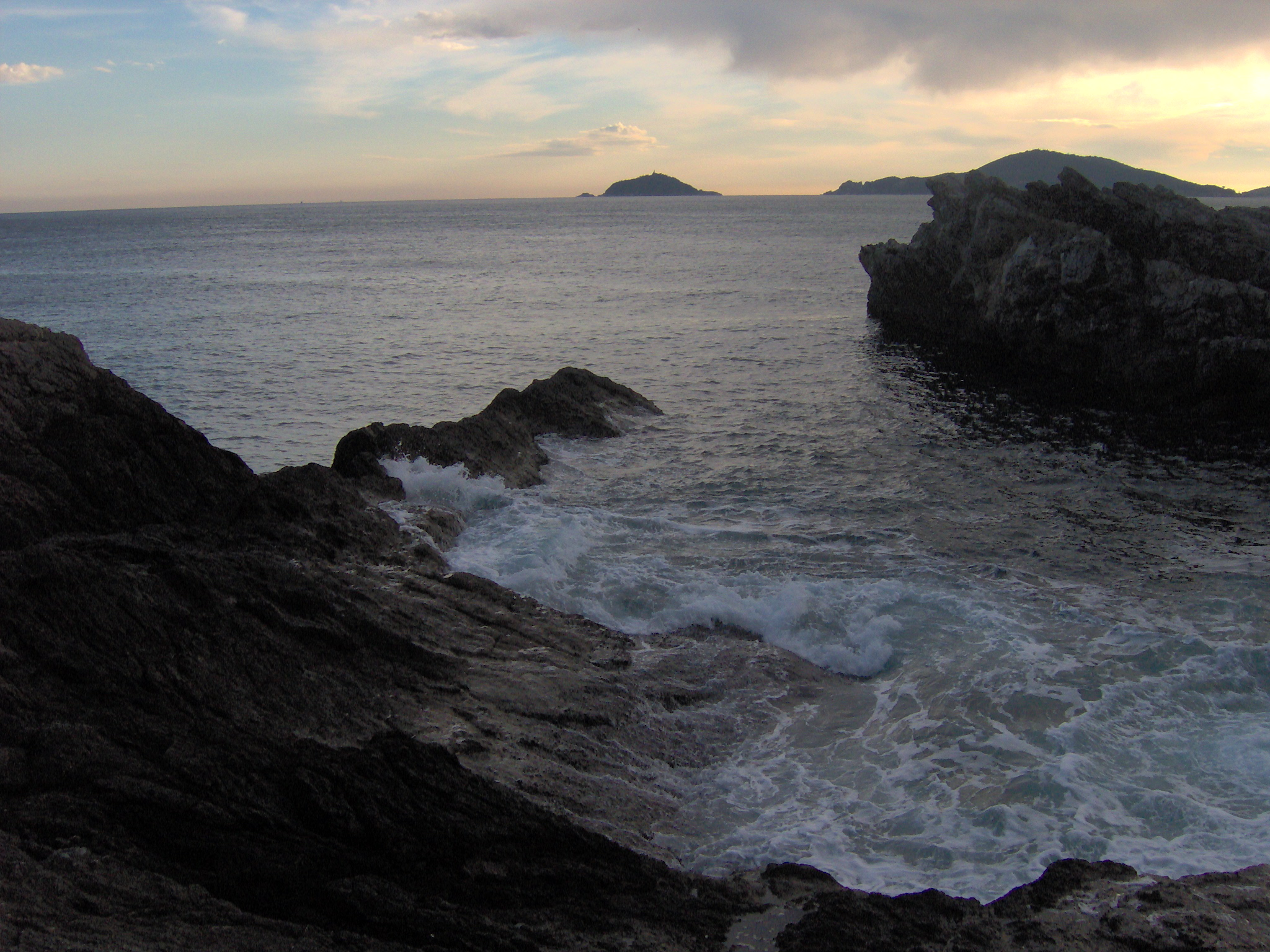
티노섬

티노섬(이탈리아어: Isola del Tino)은 이탈리아 라스페치아만 최서단에 해당하는 리구리아해에 떠있는 섬이다. 이 섬은 포르토베네레에서 남쪽으로 돌출된 3개의 군도 중 하나이며, 그 중 가장 큰 팔마리아섬은 북쪽에, 티네토섬은 남쪽에 위치하고 있다.